# Michael Bruce
Michael Bruce, född 27 mars 1746, död 15 juli 1767, var en skotsk poet och psalmförfattare som avled 21 år gammal under sina präststudier.
Av hans psalmer publicerades tre i The Church Hymn book 1872 (nr. 1064, 1356 och 1393).

## Psalmer
- As Jesus died, and rose again nr 1393 i The Church Hymn book 1872 (1767)
- I himlens tempel, högt och stort nr 155 i Svenska Missionsförbundets sångbok 1920. Översättning av Erik Nyström, av Where high the heavenly temple stands nr 1064 i The Church Hymn book 1872 (1765)
- The hour of my depature's come nr 1356  i The Church Hymn book 1872 (1766)